# Едвард Ньюман
Едвард Ньюман (англ. Edward Newman) — англійський ентомолог, ботанік і письменник.

## Біографія
Його батьки, квакери, захоплені природною історією, заохочують його до зацікавленості природним світом. Він покинув школу Пейнсвіка у віці шістнадцяти років, щоб приєднатися до компанії батька в Гілфорді. Він виїхав до Детфорда в 1826 році, щоб зайнятися шевським бізнесом. Там він познайомився з багатьма ентомологами, включаючи Едварда Даблдея (1810–1849), і допоміг заснувати Ентомологічний клуб. У 1832 році він був обраний редактором журналу клубу «Ентомологічний журнал». Наступного року він став членом Лондонського товариства Ліннея та одним із засновників Лондонського ентомологічного товариства. У своїй публікації 1834 року «Спроба поділу британських комах на природні порядки» він визначив багато сімейств комах і позначив важливий крок у класифікації.
1840 року Ньюман одружився й опублікував перше видання «Історії британських папоротей і союзних рослин». Він став партнером лондонської поліграфічної компанії Luxford & Co. Він став друкарем і видавав книги з природознавства та науки. Він стає одним з найважливіших редакторів у цій галузі. 

## Публікації
- Attempted division of British Insects into natural orders (1834)
- A History of British Ferns and allied Plants (1840)
- Proposed division of Neuroptera in two classes (1853)
- Birds-nesting (1861)
- New Edition of Montagu's Ornithological Dictionary (1866)
- Illustrated Natural History of British Moths (1869)
- Illustrated Natural History of British Butterflies (1871).